# Пурим

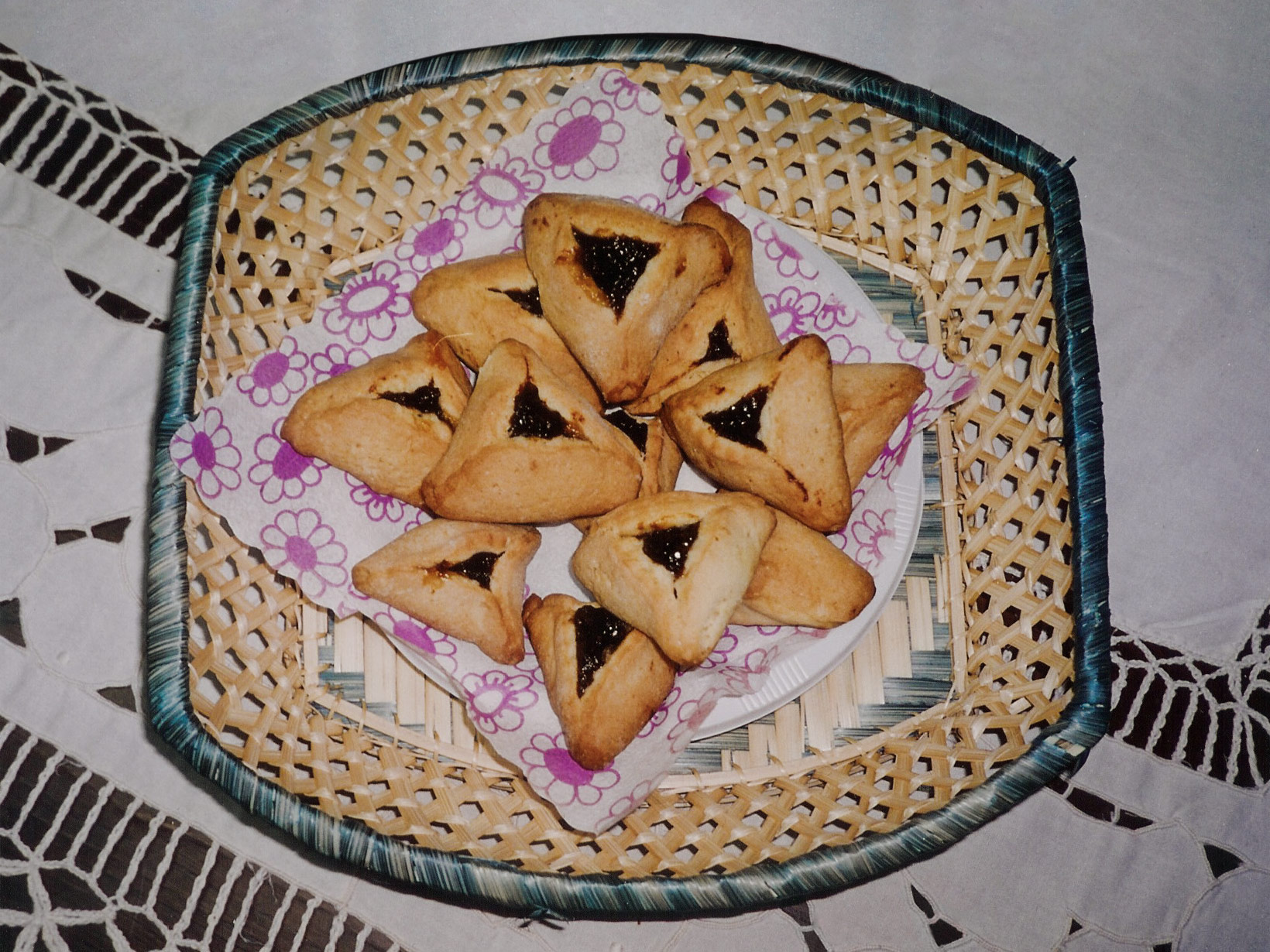
«Гоменташі» (їдиш המן-טאַשן) — печиво з маком, (т. зв. «вуха Гамана») домашнього приготування

Пурим (івр. פורים від акадського пур — жереб) — єврейське свято, установлене на згадку порятунку перських євреїв від винищування їх Гаманом, улюбленцем перського царя Ахашвероша (Ксеркса, в V ст. до н. е.).
Єврейка Естер, за посередництвом єврея Мордехая, взята в гарем царя, стала його улюбленою бранкою, а потім дружиною. Довідавшись про задуми Гамана знищити євреїв, вона посприяла єврейському повстанню, під час якого протягом однієї ночі було вбито близько 75 000 осіб неєврейського походження по всьому царству.

| «І били юдеї всіх своїх ворогів, побиваючи мечем, і забиваючи та вигублюючи їх, і робили з своїми ворогами за своєю волею» |
| «І позабивали вони між своїми ненависниками сімдесят і п'ять тисяч» | (Ест. 9:16)
У це свято прийнято читати сувій Естери, у якому оповідається про ці події, усіляко веселитися (у тому числі за допомогою надмірного споживання алкогольних напоїв. Традиція приписує юдеям повинні пити багато, доки вони перестануть розрізняти слова «нехай буде проклятий Гаман» від «нехай буде благословенний Мордехай»). Під час читання сувою Естер при проголошенні імені Гамана звучать спеціальні тріскачки.
Традиційна страва — гоменташі (їдиш המן-טאַשן, іврит אוזני המן озней Гаман), трикутне печиво чи пиріжки з маком чи іншою начинкою, які прийнято називати «вуха Гамана», хоча це — народна етимологія, яка пішла від співзвуччя «мон» (мак) і «Гомон» (Гаман) їдишем. Але ця назва кумедним чином широко використовується уже близько двох століть, зокрема, саме в такому вигляді назва печива увійшла у сучасний іврит.
Діти ставлять театральну виставу — Пуримшпіль.
Пурим святкують 14 числа місяця адара за єврейським календарем. Ця дата припадає у різні роки на дні між 20 лютого і 25 березня.